# Григор Сапунджиев
 Тази статия е за андартския деец.  За гръцкия кмет на Лерин вижте Тего Сапунджиев.  
Григор Григоров Сапунджиев (на гръцки: Γρηγόριος Σαπουντζής) е гъркомански андартски капитан от Западна Македония.

## Биография
Сапунджиев е роден през 1876 година в леринското село Горничево, тогава в Османската империя, днес Кели, Гърция, в семейството на убития от дейци на ВМОРО Григор Сапунджиев (1848 - 1902). Негов брат е Атанасий Сапунджиев, а племенникът му Тего Сапунджиев е също деец на гръцката пропаганда. Включва се в организирането на гръцките чети, които да противостоят на българската ВМОРО. Влиза в четата на зет си Мина Чалков, която действа около Суровичево. По-късно оглавява гръцкия комитет в Лерин и координира действията на андартските чети на капитаните Евангелос Николудис и Йоанис Каравитис.
На 15 юли 1906 година с разрешението на битолския консул Николаос Ксидакис изпраща четите на двамата гръцки капитани срещу родното му Горничево, което редовно подпомага българските чети. Сапунджиев обаче се похвалва пред двама турци и при нападението гръцките чети попадат на османски войски. В сражението загиват 12 гърци, сред които и капитан Николудис. Сапунджиев е арестуван и затворен в Битоля. По-късно бяга от затвора.